# Seidou Mbombo Njoya
Seidou Mbombo Njoya, né le 9 août 1961 à Yaoundé (Cameroun), est un dirigeant sportif camerounais, président de la Fédération camerounaise de football (FECAFOOT) du 12 décembre 2018 au 12 décembre 2021. Et président de The debate fc

## Biographie
Seidou Mbombo Nchouwa Njoya naît le 9 août 1961 à Yaoundé au Cameroun. Il est le fils du feu Ibrahim Mbombo Njoya, sultan Roi des Bamouns.
En mars 2021, Seidou Mbombo Nchouwa Njoya devient vice-président de la CAF.

## Carrière
Seidou Mbombo Nchouwa Njoya est un ancien responsable du développement au sein de l'instance dirigeante mondiale Fédération internationale de football association (FIFA) et a fait partie du comité de discipline de la Confédération africaine de football (CAF) sous la direction de l'ancien président Issa Hayatou. Il a été tour à tour :
- Président - Promoteur « Fédéral Sporting FC du Noun » montée en première division de football après 17 ans (2002 - 2005)
- Président du Golf Club de Yaoundé (2005 - 2006)
- Président fondateur  et président d'honneur de la Fédération camerounaise de golf (2006 - 2010)
- Commissaire de matches Confédération africaine de football (CAF) (2008 - 2014)
- Dirigeant du Royal Football School du Noun (2012 à ce jour)
- Membre du Comité exécutif et président de la Commission des compétitions internationales à la Fédération camerounaise de football (FECAFOOT) (1999 -2014)
- Responsable du Protocole Présidentiel de la CAF (2007- 2014)
- Membre de la commission de discipline de la CAF (2009 - 2014)
- Membre du Conseil d’Administration du Comité national olympique du Cameroun (2006 - 2010)
- Membre de la Commission d’Organisation des Championnats Juniors « U20 » de la CAF (2009 - 2013)
- Commissaire de matches de la Fédération internationale de football association (FIFA) »(2008 - 2014)
- 2e vice-président de la Ligue de football professionnel du Cameroun (2011 - 2013)[1]
- 1er vice-président de la Fédération camerounaise de football (juin 2013)[1]
- Development Officer du Bureau régional FIFA – Afrique centrale (août 2014 – décembre 2016)

Depuis le 12 décembre 2018, Seidou Mbombo Nchouwa Njoya est président de la Fédération camerounaise de football,,,.
Depuis le 13 mars 2021, Seidou Mbombo Nchouwa Njoya est vice-président de la CAF.
Le 15 janvier 2021, le Tribunal Arbitral du Sport (TAS)  vient d’annuler l’élection  de Seidou Mbombo à la présidence de la Fédération Camerounaise de Football.